# Ядерне випробування №6
Ядерне випробування № 6 — кодова назва першого в КНР випробування триетапної термоядерної бомби, а також шосте випробування атомних бомб у КНР. Вибух здійснений на полігоні Лоб-Нор на околиці озера Лоб-Нор у повіті Малань, Сіньцзян-Уйгурський автономний район, 17 червня 1967. Після завершення цього випробування КНР стала четвертою у світі термоядерною державою після СРСР, США та Великої Британії. Бомбу скинуто з літака марки Hong-6 (аналог радянського літака Ту-16), на парашуті спущено до висоти 2960 метрів, де було здійснено вибух. Бомба була триетапною з підривником на базі елемента уран-235 та використанням урану-238 як оболонка заряду. Потужність вибуху становила 3,3 мегатонн.
Повноцінна бойова воднева бомба випробувана лише через 32 місяці після випробування першої атомної бомби. Це найшвидший період таких розробок. Тільки на початку своєї ядерної програми КНР отримував підтримку СРСР, але потім відносини з СРСР сильно погіршилися і близько 1960 СРСР повністю припинив допомогу і відкликав фахівців. Ядерне випробування номер 6 було підготовлене КНР вже без допомоги зарубіжних консультантів, попри міжнародні санкції з боку СРСР та США.
КНР поставила за мету розробити термоядерну бомбу потужністю щонайменше в одну мегатонну, яку можна було б скинути з літака або направити до цілі за допомогою балістичної ракети. Декілька випробувань показало, що КНР вдалося впоратися з цим завданням.